# 年度別スポーツ記事一覧
年度別スポーツ記事一覧（ねんどべつスポーツきじいちらん）
このページは、それぞれの年度別スポーツ記事に対するインデックスである。各年ごとにその年に起こった重要事項を記す。

2020年代 - 2010年代 - 2000年代 - 1990年代 - 1980年代 - 1970年代 - 1960年代 - 1950年代 - 1940年代 - 1930年代 - 1920年代 - 1910年代 - 1900年代 - 1890年代 - 1880年代 - 1870年代 - 1860年代 - 1850年代 - 1840年代以前

## 2020年代
- 2029年のスポーツ -
- 2028年のスポーツ -
- 2027年のスポーツ -
- 2026年のスポーツ -
- 2025年のスポーツ -
- 2024年のスポーツ - 
  - 2024年パリオリンピックが開催。
  - フィギュアスケート・坂本花織が世界選手権3連覇。
  - バレーボールの新リーグ・SVリーグが開幕。
  - 女子マラソンで史上初のサブテン（2時間10分切り）。
- 2023年のスポーツ - 
  - メジャーリーグ・大谷翔平が日本人初となる本塁打王を獲得。
  - ワールド・ベースボール・クラシックで日本が14年ぶりに優勝。
  - バスケットボール・ワールドカップが17年ぶりに日本で開催（一部試合のみ）。
  - やり投げ・北口榛花が世界選手権とダイヤモンドリーグファイナルで優勝。
- 2022年のスポーツ - 
  - プロ野球・村上宗隆が日本人シーズン新記録となる56本塁打を記録。
  - プロボクシング・井上尚弥がバンタム級の世界4団体（WBA・WBC・IBF・WBO）統一王者になる。
  - 遠藤エミがボートレースクラシックで女子レーサー初のSG競走優勝。
  - ラグビーフットボールの新リーグ・ジャパンラグビーリーグワンが開幕。
  - イビチャ・オシム・アントニオ猪木・村田兆治らが死去。
- 2021年のスポーツ - 
  - 2020年東京オリンピック・パラリンピックが開催。
  - ゴルフのマスターズ・トーナメントで松山英樹が日本人初のPGAメジャー大会優勝を果たす。
  - 日本の老舗マラソン大会・びわ湖毎日マラソンと福岡国際マラソンが終了（前者は大阪マラソンに統合、後者は主催団体を変更した上で継続）。
- 2020年のスポーツ - 
  - 2019年コロナウイルス感染症によるスポーツへの影響。
  - 横浜文化体育館が老朽化のため閉館。
  - コービー・ブライアント・野村克也・ディエゴ・マラドーナらが死去。

## 2010年代
- 2019年のスポーツ - 
  - ラグビーワールドカップ2019が日本で開催。
  - 渋野日向子が全英女子オープンで日本勢として42年ぶりとなる女子ゴルフメジャー大会制覇。
- 2018年のスポーツ - 
  - 大阪桐蔭が高校野球史上初となる2度目の春夏連覇を達成。
  - 日本大学フェニックス反則タックル問題。
  - フィギュアスケートの羽生結弦がオリンピック2連覇。
  - 星野仙一・衣笠祥雄・マサ斎藤らが死去。
- 2017年のスポーツ -
  - 稀勢の里寛が日本出身力士として19年ぶりとなる横綱昇進。
  - 浅田真央・宮里藍・柏原竜二らが現役引退。
- 2016年のスポーツ -
  - イチローが日本人初となるメジャー通算3000本安打、およびピート・ローズの記録を更新する日米通算4257安打を放つ。
  - 日本男子バスケットボールの新リーグ「ジャパン・プロフェッショナル・バスケットボールリーグ（B.LEAGUE）」が開幕。
  - 千代の富士貢・平尾誠二らが死去。
- 2015年のスポーツ - 
  - プレミア12が開幕。
  - 読売ジャイアンツ所属選手による野球賭博問題。
  - ラグビーワールドカップで日本代表が南アフリカ代表に勝利するなど大躍進を果たす。
- 2014年のスポーツ - 
  - 日本独立リーグ野球機構が発足。
  - 国立霞ヶ丘競技場陸上競技場が東京オリンピック・パラリンピックに向けた改修工事のため閉場。
- 2013年のスポーツ - 
  - 2020年夏季オリンピック・パラリンピックの開催地が東京に決定。
  - 東北楽天ゴールデンイーグルスが球団創設9年目にして初のリーグ優勝・日本シリーズ制覇を果たす。
  - 小橋健太・桧山進次郎・宮本慎也らが現役引退を表明。
  - 大鵬幸喜、長嶋茂雄、松井秀喜が国民栄誉賞を受賞する。
  - イチローが史上3人目の通算4000本安打を達成。
  - 田中将大がシーズン24連勝の世界記録を、ウラディミール・バレンティンが60本塁打のアジア記録を達成。
- 2012年のスポーツ - 
  - ロンドンオリンピックで日本選手団は史上最多となる38個のメダルを獲得。
  - オリンピック3連覇・世界選手権13連覇を達成した吉田沙保里が国民栄誉賞を受賞。
  - 2年振りに第70代横綱日馬富士公平が誕生。
  - 金本知憲・松井秀喜・中山雅史らベテラン選手が相次いで引退を表明する。
  - 藤浪晋太郎の活躍で大阪桐蔭高校が春・夏連覇。
- 2011年のスポーツ - 
  - プロ野球で統一球が導入され、投高打低が顕著となる。
  - FIFA女子ワールドカップで日本が初優勝。
  - 大相撲八百長問題。
  - 東日本大震災によるスポーツへの影響。
- 2010年のスポーツ - 
  - プロ野球の金本知憲が1492試合連続フルイニング出場の世界記録を樹立。
  - 大相撲白鵬翔の連勝記録（63連勝）を稀勢の里寛が止める。
  - 興南高校が春・夏連覇。

## 2000年代
- 2009年のスポーツ - 
  - ワールド・ベースボール・クラシック開催、日本代表が連覇。
  - イチローがメジャー新記録となる9年連続200安打。
  - 三沢光晴が試合中の事故のため急死。
- 2008年のスポーツ - 
  - 北京オリンピックでアメリカ合衆国の競泳選手マイケル・フェルプスが1大会で8個の金メダルを獲得。
- 2007年のスポーツ - 
  - 中日ドラゴンズが53年ぶり日本一。
  - 大相撲で不祥事相次ぐ。
  - 浦和レッズ、ACLを日本勢で初制覇。
  - 石川遼が日本のプロゴルフ大会においての史上最年少（16歳）優勝を達成。
- 2006年のスポーツ - 
  - 第1回ワールド・ベースボール・クラシック開催、初代王者は日本代表。
  - バスケットボール世界選手権日本初開催。
  - ディープインパクトが凱旋門賞に挑戦し、その後引退。
- 2005年のスポーツ - 
  - 日本プロ野球セ・パ交流戦始まる。
  - 2004年から2005年のNHLロックアウトにより、北米4大プロスポーツリーグ史上初のシーズン全試合中止。
  - 第1回プロ野球アジアシリーズ開催。
  - ディープインパクトが史上6頭目の三冠馬更に21年ぶりの無敗三冠馬。
  - 大相撲朝青龍明徳が、大鵬幸喜以来の年6場所完全制覇。
- 2004年のスポーツ - 
  - アテネオリンピックで日本メダルラッシュ。
  - 日本プロ野球再編問題。
  - パ・リーグでプレーオフ開始。
  - サッカーアジア杯、反日騒動と日本連覇。
- 2003年のスポーツ - 
  - 阪神タイガースが18年ぶりにセントラルリーグを制覇するが、日本シリーズでは福岡ダイエーホークスに敗れる。
  - 横綱貴乃花光司が、現役を引退。
  - 柳本晶一、バレーボール全日本女子監督に就任。
  - ラグビーワールドカップイングランド初優勝
- 2002年のスポーツ - 
  - 松井秀喜がFA宣言。
  - 日本・韓国、FIFAワールドカップ共催
- 2001年のスポーツ - 
  - タイガー・ウッズ、メジャー大会4連覇達成
  - 大阪近鉄バファローズの北川博敏が、プロ野球史上初（メジャーでも前例なし）の代打・逆転・満塁・サヨナラ・優勝決定本塁打を放つ。
- 2000年のスポーツ - 
  - 高橋尚子、日本女子陸上史上初の五輪金メダル獲得
  - 三沢光晴、小橋建太らが全日本プロレスから独立。プロレスリング・ノアを旗揚げ。

## 1990年代
- 1999年のスポーツ - 
  - NBAのマイケル・ジョーダン引退。
  - エルコンドルパサーが凱旋門賞2着。
- 1998年のスポーツ - 
  - メジャーリーグのマーク・マグワイアが年間70本塁打（1998年のMLBシーズン最多本塁打記録対決）。
  - プロレスラーアントニオ猪木、長州力、前田日明が現役を引退（長州はその後復帰）。
  - 松坂大輔の活躍で横浜高校が春・夏連覇。
  - FIFAワールドカップ日本初出場。
- 1997年のスポーツ - 
  - ゴルフのタイガー・ウッズ、マスターズにおいて、史上最年少となる21歳3ヶ月で優勝
- 1996年のスポーツ - 
  - カール・ルイス、アトランタオリンピックで走幅跳4連覇
  - マイアミの奇跡
- 1995年のスポーツ - 
  - 大阪近鉄バファローズの野茂英雄、メジャーリーグ・ドジャーズに入団
- 1994年のスポーツ - 
  - イチローは史上初となるシーズン200安打を達成。
  - 巨人×中日『10.8決戦』。
  - F1のアイルトン・セナ、レース中に事故死。
  - ナリタブライアンが日本競馬史上5頭目となる三冠を達成。
  - 1994年から1995年のMLBストライキにより、ワールドシリーズが90年ぶりに中止。
- 1993年のスポーツ - 
  - 長嶋茂雄が巨人軍監督に13年振りに復帰。
  - ドーハの悲劇。
  - Jリーグ開幕。
  - テニスのモニカ・セレシュ刺傷事件。
- 1992年のスポーツ - 
  - バルセロナオリンピックにおいて、岩崎恭子が競泳史上最年少の14歳6日で金メダル獲得
- 1991年のスポーツ - 
  - 世界陸上が東京で日本初開催。
  - NBAのマジック・ジョンソン引退。
- 1990年のスポーツ - 
  - ジェームス・ダグラスがマイク・タイソンを破り、統一世界ヘビー級チャンピオンになる
  - 野茂英雄、与田剛、古田敦也、佐々木主浩ら実力派ルーキーが活躍する。

## 1980年代
- 1989年のスポーツ - 
  - 横綱千代の富士、角界初の国民栄誉賞受賞
- 1988年のスポーツ - 
  - 近鉄×ロッテ『10.19』。
  - カナダのベン・ジョンソンがオリンピック陸上男子100mでドーピングにより金メダル剥奪。
  - 東京ドーム落成。
  - 貴花田、若花田、曙、魁皇らが入門。
- 1987年のスポーツ - 
  - 第1回ラグビーワールドカップ開催
  - PL学園が春・夏連覇。
  - 後楽園球場が、50年に及ぶ歴史に幕を閉じる。
- 1986年のスポーツ - 
  - 桑田真澄・清原和博のKKコンビプロデビュー。
  - ディエゴ・マラドーナの活躍でサッカー・ワールドカップでアルゼンチンが優勝
- 1985年のスポーツ - 
  - 日本プロ野球、阪神タイガースが21年ぶりの優勝。
  - ラグビー、新日鐵釜石7連覇達成。
- 1984年のスポーツ - 
  - カール・ルイス、ジェシー・オーエンス以来のオリンピック陸上4冠
  - 12年振りのプロレス新団体ユニバーサルレスリング(UWF)旗揚げ。
- 1983年のスポーツ - 
  - 第1回世界陸上競技選手権大会、ヘルシンキで開催
  - 新日本プロレスのIWGP王者決定リーグ優勝戦でハルク・ホーガンのKO負けしたアントニオ猪木の“舌出し失神事件”。
  - 青木功が日本人男子初の米国PGAツアー優勝。欧州PGAツアー「ヨーロッパオープン」優勝。
- 1982年のスポーツ - 
  - ゴルフの岡本綾子、LPGAツアー初優勝、樋口久子についで2人目
- 1981年のスポーツ - 
  - 原辰徳、石毛宏典がデビュー。
  - 釜本邦茂、日本サッカーリーグ通算200ゴール達成
- 1980年のスポーツ - 
  - 日本プロ野球の王貞治が引退。
  - 巨人軍長嶋茂雄監督解任。
  - 木田勇が、日本プロ野球史上初の新人でのMVP。
  - 日本、モスクワオリンピックをボイコット
  - 青木功が全米オープンで、ジャック・ニクラスと優勝を争い、プレーオフの末惜敗。

## 1970年代
- 1979年のスポーツ - 国際陸連公認の初の女子マラソン、第1回東京国際女子マラソン開催
- 1978年のスポーツ - ハワイのアイアンマンレース始まる
- 1977年のスポーツ - 日本プロ野球の王貞治、756本塁打の世界記録達成
- 1976年のスポーツ - モントリオールオリンピックで、女子体操のナディア・コマネチが10点満点連発
- 1975年のスポーツ - 田部井淳子、女性で世界初のエベレスト登頂
- 1974年のスポーツ - 日本プロ野球の長嶋茂雄引退
- 1973年のスポーツ - 日本プロ野球で巨人9連覇
- 1972年のスポーツ - 札幌オリンピックで、笠谷、金野、青地が表彰台独占
- 1971年のスポーツ - 横綱大鵬幸喜引退。日本プロ野球のオールスターゲーム第1戦で江夏豊が9連続奪三振を達成
- 1970年のスポーツ - 植村直己、世界初5大陸最高峰登頂

## 1960年代
- 1969年のスポーツ - プロ野球の金田正一、通算400勝
- 1968年のスポーツ - 大相撲の高見山、外国人力士として初めての入幕
- 1967年のスポーツ - 第1回スーパーボウル開催
- 1966年のスポーツ - 日本で体育の日制定
- 1965年のスポーツ - 日本サッカーリーグ発足
- 1964年のスポーツ - プロ野球の王貞治がシーズン55本塁打。アジア初の五輪、東京オリンピック開催
- 1963年のスポーツ - プロレスの力道山死去
- 1962年のスポーツ - プロ野球の金田正一、通算3514奪三振の世界記録達成
- 1961年のスポーツ - オランダのアントン・ヘーシンクが世界柔道選手権を制覇
- 1960年のスポーツ - 第1回パラリンピック開催

## 1950年代
- 1959年のスポーツ - プロ野球初の天覧試合
- 1958年のスポーツ - 日本プロ野球に、長嶋茂雄デビュー
- 1957年のスポーツ - 国際学生スポーツ週間、パリで開催、次回よりユニバーシアードと改称
- 1956年のスポーツ - 猪谷千春、冬季オリンピックで日本人初メダル
- 1955年のスポーツ - IOC会長ブランテージ来日、同氏に五輪東京招致を懇請
- 1954年のスポーツ - 日本中央競馬会発足
- 1953年のスポーツ - 英国隊のエドモンド・ヒラリーとシェルパのテンジン・ノルゲイがエベレスト初登頂
- 1952年のスポーツ - プロボクシングの白井義男が日本初の世界王者に
- 1951年のスポーツ - 第1回アジア競技大会がインドのニューデリーで開催
- 1950年のスポーツ - 第1回プロ野球日本シリーズ開催

## 1940年代
- 1949年のスポーツ - 日本野球連盟がセントラル野球連盟と太平洋野球連盟に分裂
- 1948年のスポーツ - 古橋広之進、競泳自由形4種目で世界新記録。大日本体育会を日本体育協会に改称。
- 1947年のスポーツ - 大日本体育会、アマチュア規定施行
- 1946年のスポーツ - 第1回国民体育大会開催
- 1945年のスポーツ - 戦後初の運動競技試合となる、関西ラグビークラブ対三高の試合開催
- 1944年のスポーツ - 元巨人軍の沢村栄治、台湾沖で戦死
- 1943年のスポーツ - 野球用語の全面的日本語化
- 1942年のスポーツ - 大日本体育協会を改組し、大日本体育会新発足、各競技団体解消し体育会の部会となる
- 1941年のスポーツ - 交通制限により、明治神宮国民体育大会以外の全国的大会中止
- 1940年のスポーツ - 第12回夏季オリンピック中止

## 1930年代
- 1939年のスポーツ - 大相撲の双葉山の連勝が69で止まる
- 1938年のスポーツ - 東京オリンピック返上決定
- 1937年のスポーツ - 後楽園球場完成
- 1936年のスポーツ - 沢村栄治が日本プロ野球初のノーヒット・ノーラン
- 1935年のスポーツ - ベーブ・ルースが引退。ベルリンで世界初のスポーツ・テレビ定期放送開始
- 1934年のスポーツ - 大日本東京野球倶楽部(現・巨人)創立
- 1933年のスポーツ - NFL初のチャンピオンシップゲーム、初代王者はシカゴ・ベアーズ
- 1932年のスポーツ - 大相撲の天龍らが改革を求めて相撲協会脱退(春秋園事件)
- 1931年のスポーツ - 陸上競技の人見絹枝急逝
- 1930年のスポーツ - 第1回サッカー・ワールドカップ開催

## 1920年代
- 1929年のスポーツ - 第1回モナコGP開催
- 1928年のスポーツ - 陸上三段跳の織田幹雄が日本人初のオリンピック金メダル
- 1927年のスポーツ - メジャーリーグのベーブ・ルースが年間60本塁打
- 1926年のスポーツ - 人見絹枝が第2回女子オリンピックで個人優勝
- 1925年のスポーツ - 大日本相撲協会設立。東京六大学野球連盟発足
- 1924年のスポーツ - 第1回冬季オリンピック開催。第1回選抜中等学校野球大会開催
- 1923年のスポーツ - 第1回ル・マン24時間レース開催
- 1922年のスポーツ - 競泳100m自由形で初めて1分を切る
- 1921年のスポーツ - 大日本蹴球協会(後の日本サッカー協会)創立
- 1920年のスポーツ - 熊谷一弥がアントワープオリンピックで日本人初メダル。ブラックソックス事件発覚

## 1910年代
- 1919年のスポーツ - 軍人オリンピアード開催
- 1918年のスポーツ - 大相撲の栃木山守也、横綱免許
- 1917年のスポーツ - 読売新聞社が京都・東京間駅伝競走を開催、「駅伝」の名称を初めて使用
- 1916年のスポーツ - ゴルフの全米プロ選手権始まる
- 1915年のスポーツ - 全国中等学校優勝野球大会始まる
- 1914年のスポーツ - 早大、慶大、明大により初めて野球リーグを組織
- 1913年のスポーツ - 第1回東洋オリンピック、マニラで開催
- 1912年のスポーツ - 日本、オリンピック初参加
- 1911年のスポーツ - ノルウェーのロアール・アムンセンが南極点到達。大日本体育協会発足
- 1910年のスポーツ - 白瀬矗を隊長とする南極観測隊、開南丸で出発

## 1900年代
- 1909年のスポーツ - 米人探検家ロバート・ピアリーが北極点到達
- 1908年のスポーツ - 大隈重信が日本初の始球式
- 1907年のスポーツ - 慶應ホッケー部が横浜外人クラブと初の国際試合
- 1906年のスポーツ - オリンピック特別大会がアテネで開催
- 1905年のスポーツ - 早大野球部初めての海外遠征
- 1904年のスポーツ - 国際サッカー連盟発足
- 1903年のスポーツ - 第1回ワールドシリーズ開催。第1回早慶戦を開催
- 1902年のスポーツ - 東京帝国大学の藤井実、100mで10秒24の世界新記録
- 1901年のスポーツ - メジャーリーグ・アメリカンリーグ、第1回ペナントレース
- 1900年のスポーツ - オリンピックで女性初参加

## 1890年代
- 1899年のスポーツ - 第1回全英バドミントン選手権開催
- 1898年のスポーツ - デンマークのニールセン、ハンドボールを考案
- 1897年のスポーツ - 第1回ボストンマラソン開催
- 1896年のスポーツ - 第1回近代オリンピック開催
- 1895年のスポーツ - 第1回全米オープンゴルフ開催。YMCAのモーガン、バレーボールを考案。
- 1894年のスポーツ - 国際オリンピック委員会創立
- 1893年のスポーツ - スタンレー・カップ創設
- 1892年のスポーツ - クーベルタン、古代オリンピックの復興を提案
- 1891年のスポーツ - ネイスミス、バスケットボールを考案
- 1890年のスポーツ - 一高対明治学院の試合で、一高応援団が応援に来た明治学院神学教師ウィリアム・インブリーを負傷させる

## 1880年代
- 1889年のスポーツ - 相撲会所を東京大角力協会と改称
- 1888年のスポーツ - イギリス・ローンテニス協会結成
- 1887年のスポーツ - 帝国大学で、正式に第1回陸上運動会開催
- 1886年のスポーツ - オーモンドが無敗でイギリスクラシック三冠を達成。国際ラグビーボード創立
- 1885年のスポーツ - アメリカ体育振興会設立
- 1884年のスポーツ - 梅ヶ谷藤太郎 (初代)が横綱に昇進
- 1883年のスポーツ - 鹿鳴館開館
- 1882年のスポーツ - 嘉納治五郎、東京下谷稲荷町の永昌寺に柔道場を開く
- 1881年のスポーツ - 国際体操連盟設立
- 1880年のスポーツ - 片腕を負傷したフレッド・アーチャーがベンドアでエプソムダービーを制す。イギリス・アマチュアボクシング協会設立。

## 1870年代
- 1879年のスポーツ - レキシントンが米種牡馬チャンピオンV16を達成。キンチェム54戦54勝で引退。イギリスでメトロポリタン・ローイングクラブ結成。
- 1878年のスポーツ - 体操伝習所設立
- 1877年のスポーツ - 第1回ウィンブルドン選手権開催
- 1876年のスポーツ - メジャーリーグのナショナルリーグが発足。
- 1875年のスポーツ - 第1回ケンタッキーダービー開催
- 1874年のスポーツ - 海軍兵学寮で競闘遊戯会開催
- 1873年のスポーツ - 開成学校のアメリカ人教師ホーレス・ウィルソン、初めて野球を紹介
- 1872年のスポーツ - 第1回FAカップ開催
- 1871年のスポーツ - ラグビーフットボール・ユニオン結成
- 1870年のスポーツ - アメリカスカップ第1回レース開催

## 1860年代
- 1869年のスポーツ - シンシナティ・レッドストッキングス、初のプロ野球チームに
- 1868年のスポーツ - フォルモサが史上初めてイギリス牝馬三冠（同時にクラシック四冠）を達成。ウィンブルドンでオールイングランド・クローケー・クラブ設立。
- 1867年のスポーツ - イギリスで最初のボクシング・アマチュア選手権開催
- 1866年のスポーツ - ストックウェルが種牡馬として61,340ポンドもの賞金を獲得する（後68年間破られず）。イギリスでアマチュア・アスレチック・クラブ設立。
- 1865年のスポーツ - イギリスのウィンパー等、マッターホルンに初登攀。仏馬グラディアトゥールが英三冠を達成（ワーテルローの復讐）。
- 1864年のスポーツ - アメリカの野球選手リーチ、金銭を受け移籍
- 1863年のスポーツ - フットボール・アソシエーション結成
- 1862年のスポーツ - プラハで第1回ソコール大会開催
- 1861年のスポーツ - 日本初のボウリング場、長崎に開設
- 1860年のスポーツ - 第1回全英オープンゴルフ開催

## 1850年代
- 1859年のスポーツ - アテネでオリンピア競技会が実施される
- 1858年のスポーツ - オージーフットボール、最初の公式ルール制定
- 1857年のスポーツ - 現存する最古のサッカークラブ、シェフィールドFC創立
- 1856年のスポーツ - 最初のラクロスチーム、モントリオールラクロスクラブ設立
- 1855年のスポーツ - 安中藩士、6里10丁(24.5 km)の長距離走、御遠足（おんとおあし）実施
- 1854年のスポーツ - 北米体育協会、フィラデルフィアで国民体育祭を開催
- 1853年のスポーツ - ウェストオーストラリアンが初のイギリスクラシック三冠達成
- 1852年のスポーツ - ハーバード・エール両大学間の最初の大学対抗2マイルボートレース開催
- 1851年のスポーツ - アメリカスカップの元となるワイト島一周レース開催
- 1850年のスポーツ - マッチウェンロックオリンピック始まる

## 1840年代以前
- 17世紀から1840年代のスポーツ
- 16世紀以前のスポーツ